# GRASS (ГИС)
GRASS (англ. Geographic Resources Analysis Support System — система для обработки пространственной информации; аббревиатура складывается в английское слово grass — трава) — программное обеспечение с открытым исходным кодом для построения геоинформационных систем. Поддерживает большое количество форматов данных. Выпущены версии, работающие в среде операционных систем: Microsoft Windows, macOS, POSIX-совместимыми вообще и Linux в частности.

## История
GRASS разрабатывается с 1982 года при участии правительства США, научно-исследовательских институтов и компаний.

## Особенности реализации
Данное программное обеспечение (ПО) построено по принципу модульности и интегрирует в себя множество различных модулей, которые решают задачи от визуализации до импорта/экспорта в различные форматы данных. Изначально система ориентирована на работу с командной строкой, однако сейчас имеется два графических интерфейса к данной системе.